# Severino de Manzaneda Salinas y Rozas
Severino de Manzaneda y Salinas de Zumalabe fue el Gobernador y Capitán General de Cuba entre 1689 y 1697. Luego fue Presidente de la Real Audiencia de Santo Domingo y Gobernador de la Provincia de Santo Domingo de 1698 a 1702.

## Biografía
Severino de Manzaneda y Salinas de Zumalabe nació en 1644, en Valmaseda, en Vizcaya (País Vasco, España). Era Caballero del Hábito de Santiago. En su juventud se unió al Ejército español, teniendo una destacada trayectoria durante los 20 años que desempeñó la profesión de militar. Así, logró ascender a Capitán de Infantería de Caballos coraza y a Mariscal de Campo, participando en las campañas de Sicilia, El Rosellón, y Flandes, en aquel momento posesiones españolas. En 1689 solicitó la obtención de una Licencia del Ejército. En 1689 es nombrado Gobernador y Capitán General de Cuba, cargo que mantiene hasta 1697.